# Jornada Mundial da Juventude de 1989
A III Jornada Mundial da Juventude (ou JMJ 1989) foi um encontro da juventude católica ocorrido em Santiago de Compostela, na Espanha, nos dias 19 e 20 de agosto de 1989.
O número de peregrinos estimado foi de um milhão de  pessoas.

## Hino
Somos los Jóvenes del 2000 (traduzida para o português como Somos os Jovens do Mundo Novo) é uma canção composta para ser o hino da Jornada Mundial da Juventude de 1989.[carece de fontes?]